# Exophthalmodes
Exophthalmodes är ett släkte av skalbaggar. Exophthalmodes ingår i familjen vivlar.

## Dottertaxa tillExophthalmodes, i alfabetisk ordning[1]
- Exophthalmodes agrestis
- Exophthalmodes albidus
- Exophthalmodes albofasciatus
- Exophthalmodes albolineatus
- Exophthalmodes albosquamosus
- Exophthalmodes albovittatus
- Exophthalmodes amabilis
- Exophthalmodes annulonotatus
- Exophthalmodes barbadensis
- Exophthalmodes bilineatus
- Exophthalmodes bivittatus
- Exophthalmodes caeruleovittatus
- Exophthalmodes canescens
- Exophthalmodes canus
- Exophthalmodes capsicalis
- Exophthalmodes carinirostris
- Exophthalmodes carneipes
- Exophthalmodes cervinus
- Exophthalmodes chrysopus
- Exophthalmodes cinerascens
- Exophthalmodes clathratus
- Exophthalmodes consobrinus
- Exophthalmodes costatus
- Exophthalmodes crassicornis
- Exophthalmodes cupreipes
- Exophthalmodes cuprirostris
- Exophthalmodes distigma
- Exophthalmodes duplicatus
- Exophthalmodes elegans
- Exophthalmodes farinolentus
- Exophthalmodes fasciatus
- Exophthalmodes forsstroemi
- Exophthalmodes foveicollis
- Exophthalmodes frenatus
- Exophthalmodes fulvovirgatus
- Exophthalmodes gundlachi
- Exophthalmodes haitensis
- Exophthalmodes hemipterus
- Exophthalmodes hieroglyphicus
- Exophthalmodes humeridens
- Exophthalmodes hybridus
- Exophthalmodes impositus
- Exophthalmodes impressus
- Exophthalmodes inaequalis
- Exophthalmodes interpositus
- Exophthalmodes interruptus
- Exophthalmodes jamaicensis
- Exophthalmodes jekelianus
- Exophthalmodes laetus
- Exophthalmodes lepidopterus
- Exophthalmodes lepidus
- Exophthalmodes leucographus
- Exophthalmodes luctuosus
- Exophthalmodes lunaris
- Exophthalmodes maculosus
- Exophthalmodes mannerheimi
- Exophthalmodes margaritaceus
- Exophthalmodes marginicollis
- Exophthalmodes marmoreus
- Exophthalmodes martinicensis
- Exophthalmodes mixtus
- Exophthalmodes modestus
- Exophthalmodes murinus
- Exophthalmodes nicaraguaensis
- Exophthalmodes novemdecimpunctaus
- Exophthalmodes nubilus
- Exophthalmodes obsoletus
- Exophthalmodes olivieri
- Exophthalmodes opulentus
- Exophthalmodes ornatus
- Exophthalmodes parentheticus
- Exophthalmodes pictus
- Exophthalmodes plicatus
- Exophthalmodes pugnax
- Exophthalmodes pulchellus
- Exophthalmodes pulcher
- Exophthalmodes purvesi
- Exophthalmodes quadritaenia
- Exophthalmodes quadrivittatus
- Exophthalmodes quindecimpunctatus
- Exophthalmodes regalis
- Exophthalmodes reticulatus
- Exophthalmodes roralis
- Exophthalmodes roseipes
- Exophthalmodes rufescens
- Exophthalmodes scalaris
- Exophthalmodes scalptus
- Exophthalmodes sejugatus
- Exophthalmodes similis
- Exophthalmodes sphacellatus
- Exophthalmodes squamipennis
- Exophthalmodes stellaris
- Exophthalmodes sulcicrus
- Exophthalmodes sulcipennis
- Exophthalmodes sulphuratus
- Exophthalmodes tessellatus
- Exophthalmodes tredecimmaculatus
- Exophthalmodes triangulifer
- Exophthalmodes verecundus
- Exophthalmodes vermiculatus
- Exophthalmodes viridilineatus
- Exophthalmodes vitraci